# Antioco di Ascalona
Antioco di Ascalona (in greco antico: Άντίοχος?, Antíochos; Ascalona, 120 a.C. – Siria, 67 a.C.) è stato un filosofo greco antico, di origine siriana, considerato il fondatore della cosiddetta Quinta Accademia.
Discepolo e avversario di Filone di Larissa, ultimo scolarca dell'Accademia di Atene, ma anche di Dardano e Mnesarco, entrambi seguaci dello stoicismo, insegnò ad Alessandria d'Egitto, in Siria e ad Atene, dove ebbe come allievo attorno al 79 a.C. Cicerone, grazie al quale parte delle sue dottrine è giunta fino a noi.

Di lui fu amico e patrono Lucio Licinio Lucullo, che seguì sia nella sua campagna per la Terza guerra mitridatica, durante la quale perì mentre le ostilità erano ancora in corso. 
Antioco si stacca nettamente dalla corrente scettica, che aveva caratterizzato l'Accademia platonica fin dai tempi di Arcesilao, grazie ad una teoria della conoscenza a base prevalentemente sensistica, certamente influenzata dallo stoicismo, ma che attraverso una mediazione aristotelica si ricongiunge alla dottrina platonica delle idee. L'etica di Antioco, invece, pur partendo da una base terminologica stoica, si avvicina più alle dottrine peripatetiche confutando la tesi stoica dell'autosufficienza della virtù.